# Just Keep Runnin'
Just Keep Runnin' is het tweede studioalbum van de Amerikaanse punkband Agent 51. Het werd voor het eerst uitgegeven in 2000 door het label van de band zelf, Suburban Hooligans Records. Het werd in 2001 heruitgegeven door Adeline Records met een paar bonustracks. Deze nummers waren opgenomen met Sean Scura, de nieuwe basgitarist van de band die Greg Schneider had vervangen.

## Nummers
| Oorspronkelijke album 1. "If It's Blood You Want..." - 1:41 2. "Straight Outta Hell" - 2:54 3. "C.I.A.F.B.I." - 2:41 4. "Screamin' for Justice" - 2:24 5. "Had Enough" - 3:13 6. "Let It Roll" - 2:51 7. "Lock n' Load" - 3:38 8. "Midland Road" - 2:49 9. "The Chosen Ones" - 3:17 10. "Detonated" - 2:32 11. "Stray Bullets" - 2:53 12. "The Blacklist" - 2:58 13. "Psychic Spies" - 2:07 14. "The Last Pirate Standing" - 3:18 15. "6th Street Lockdown" - 3:08 16. "Free-Wheel" - 3:17 17. "Who's Gunna Riot?" - 2:14 18. "I Believe" - 2:42 | Heruitgave 1. "Programmed" - 3:08 2. "Date with the Dead" - 2:36 |

## Band
- Chris Armes - gitaar, zang
- Eric Davis - gitaar, zang
- Greg Schneider - basgitaar, zang (tracks 1-18)
- Michael Levinson - drums
- Sean Scura - basgitaar, zang (tracks 19-20)